# Владимир Дошеновић
Владимир Дошеновић (Земун, 28. новембар 1979) српски је уметник, апстрактни сликар.

## Биографија
Рођен је у Земуну, 1979. године. Завршио је основну школу „Младост“ у Новој Пазови. Средњу дизајнерску школу је завршио у Београду. Студије слободне уметности у Минстеру, Немачка уписао је 2005. године где је магистрирао 2012. и добио звање мајстора, у класи прфесора Хенка Фиса. Живи и ради у Новој Пазови, Србија. Углавном се бави сликарством. Претежно користи уље на платну са упечатљивим и препознатљивим спектром боја. Поред сликарства, бави се и видео умтеношћу, инсталацијама, музичком продукцијом и рестаурацијом намештаја. Иза себе има десетине изложби, групних и самосталних, у иностранству и у Србији. Једна од његових уметничких инсталација је део сталне поставке Алма Лов музеја у Шведској.

## Изложбе
- 2008 Feldstärke, PACT Zollverein, Есен, Немачка
- 2008 Freie Kunst, Минстер, Немачка
- 2009 Seevisions, Stari hram, Сарајево, Босна и Херцеговина
- 2009 Paleis Oranjestraat, Alma Löv Museum, Шведска
- 2009 VSMASH, Минстер, Немачка
- 2010 Taking down heaven, Alma Löv Museum, Шведска
- 2011 Förderpreis-Ausstellung der Kunstakademie Münster, AZKM, Минстер, Немачка
- 2011 Linienorgie, ZBS Uni-Münster, Минстер, Немачка
- 2012 Neu Pasua, Нова Пазова, Србија